# Olympische Geschichte Tongas
| Gelbes Symbol für Goldmedaillen mit stilisierten Olympischen Ringen | Graues Symbol für Silbermedaillen mit stilisierten Olympischen Ringen | Braundes Symbol für Bronzemedaillen mit stilisierten Olympischen Ringen |
| ------------------------------------------------------------------- | --------------------------------------------------------------------- | ----------------------------------------------------------------------- |
| —                                                                   | 1                                                                     | —                                                                       |

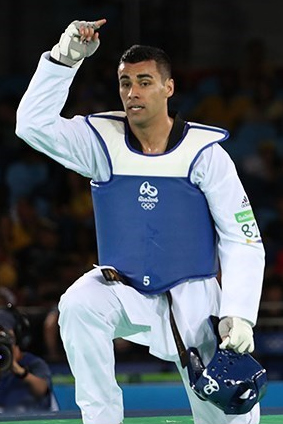
Pita Taufatofua trat 2016 im Taekwondo und 2018 im Skilanglauf an

Die olympische Geschichte Tongas ist noch recht kurz: Tonga schickt seit 1984 Sportler zu Olympischen Sommerspielen. 2014 nahm der Inselstaat, der 1970 unabhängig wurde, erstmals an Winterspielen teil. Jugendliche Athleten wurden zu allen bislang ausgetragenen Jugend-Sommerspielen geschickt.

## Allgemeine Übersicht

### Olympische Sommerspiele
Die erste Olympiamannschaft Tongas bestand 1984 in Los Angeles aus Boxern. Bei den folgenden Olympischen Spielen nahmen Athleten aus Tonga in den Sportarten Leichtathletik (ab 1988), Gewichtheben (ab 1992), Judo und Bogenschießen (ab 2004), Schwimmen (ab 2012) und Taekwondo (ab 2016) teil.
Die Boxer Lisiate Lavulo (Halbweltergewicht), Saikoloni Hala (Weltergewicht) und Elone Lutui (Halbmittelgewicht) waren am 29. Juli 1984 die ersten Olympioniken Tongas. Die erste Frau Tongas bei Olympischen Spielen war am 28. September 1988 die Diskuswerferin Siololovau Ikavuka.
Für den größten Erfolg Tongas sorgte der Boxer Paea Wolfgramm 1996 in Atlanta. Im Schwergewicht qualifizierte er sich für das Finale und unterlag dort dem Ukrainer Wladimir Klitschko nach Punkten. Mit seiner Silbermedaille war er damit der erste und bislang einzige Medaillengewinner Tongas.

### Olympische Winterspiele
2014 in Sotschi trat zum ersten Mal ein tongaischer Wintersportler bei Olympischen Winterspielen an. Der Rennrodler Bruno Banani, eigentlich Fuahea Semi, wollte schon 2010 in Vancouver an den Start gehen, verletzte sich jedoch im letzten Qualifikationslauf. 2018 nahm im Skilanglauf Pita Taufatofua teil. Taufatofua war 2016 bei den Sommerspielen von Rio im Taekwondo angetreten. 2016 und 2018 war er zudem der Flaggenträger der Mannschaft, womit er einer der wenigen Olympiaathleten ist, die sowohl bei Sommer- als auch bei Winterspielen als Flaggenträger ihrer Mannschaft fungierten.

### Olympische Jugendspiele
Mit zwei Jugendlichen nahm Tonga an den Jugend-Sommerspielen 2010 in Singapur teil. Ein Junge und ein Mädchen traten in den Sportarten Gewichtheben und Taekwondo an.
2014 in Nanjing nahmen drei jugendliche Athleten, ein Junge und zwei Mädchen, teil. Sie traten im Gewichtheben, Bogenschießen und Schwimmen an.

## Übersicht der Teilnahmen

### Sommerspiele
| Jahr      | Athleten           | Athleten           | Athleten           | Sportarten         | Sportarten         | Sportarten         | Sportarten         | Sportarten         | Sportarten         | Sportarten         | Medaillen          | Medaillen          | Medaillen          | Medaillen          | Rang               |
| Jahr      | Gesamt             |                    |                    |                    |                    |                    |                    |                    |                    |                    |                    |                    |                    | Medaillen – Gesamt | Rang               |
| --------- | ------------------ | ------------------ | ------------------ | ------------------ | ------------------ | ------------------ | ------------------ | ------------------ | ------------------ | ------------------ | ------------------ | ------------------ | ------------------ | ------------------ | ------------------ |
| 1896–1980 | nicht teilgenommen | nicht teilgenommen | nicht teilgenommen | nicht teilgenommen | nicht teilgenommen | nicht teilgenommen | nicht teilgenommen | nicht teilgenommen | nicht teilgenommen | nicht teilgenommen | nicht teilgenommen | nicht teilgenommen | nicht teilgenommen | nicht teilgenommen | nicht teilgenommen |
| 1984      | 7                  | 7                  | 0                  |                    | 7                  |                    |                    |                    |                    |                    |                    |                    |                    |                    |                    |
| 1988      | 5                  | 4                  | 1                  |                    | 3                  |                    |                    | 2                  |                    |                    |                    |                    |                    |                    |                    |
| 1992      | 5                  | 5                  | 0                  |                    |                    | 1                  |                    | 4                  |                    |                    |                    |                    |                    |                    |                    |
| 1996      | 5                  | 4                  | 1                  |                    | 2                  | 1                  |                    | 2                  |                    |                    |                    | 1                  |                    | 1                  | 61                 |
| 2000      | 3                  | 2                  | 1                  |                    |                    | 1                  |                    | 2                  |                    |                    |                    |                    |                    |                    |                    |
| 2004      | 5                  | 4                  | 1                  | 1                  | 1                  |                    | 1                  | 2                  |                    |                    |                    |                    |                    |                    |                    |
| 2008      | 3                  | 2                  | 1                  |                    |                    | 1                  |                    | 2                  |                    |                    |                    |                    |                    |                    |                    |
| 2012      | 3                  | 2                  | 1                  |                    |                    |                    |                    | 2                  | 1                  |                    |                    |                    |                    |                    |                    |
| 2016      | 7                  | 4                  | 3                  | 2                  |                    |                    |                    | 2                  | 2                  | 1                  |                    |                    |                    |                    |                    |
| 2020      | 6                  | 3                  | 3                  |                    |                    | 1                  |                    | 1                  | 2                  | 2                  |                    |                    |                    |                    |                    |
| 2024      | 4                  | 2                  | 2                  |                    | 1                  |                    |                    | 1                  | 2                  |                    |                    |                    |                    |                    |                    |
| Gesamt    | Gesamt             | Gesamt             | Gesamt             | Gesamt             | Gesamt             | Gesamt             | Gesamt             | Gesamt             | Gesamt             | Gesamt             | 0                  | 1                  | 0                  | 1                  |                    |

### Winterspiele
| Jahr      | Athleten           | Athleten           | Athleten           | Sportarten         | Medaillen          | Medaillen          | Medaillen          | Medaillen          | Rang               |
| Jahr      | Gesamt             |                    |                    |                    |                    |                    |                    | Medaillen – Gesamt | Rang               |
| --------- | ------------------ | ------------------ | ------------------ | ------------------ | ------------------ | ------------------ | ------------------ | ------------------ | ------------------ |
| 1924–2010 | nicht teilgenommen | nicht teilgenommen | nicht teilgenommen | nicht teilgenommen | nicht teilgenommen | nicht teilgenommen | nicht teilgenommen | nicht teilgenommen | nicht teilgenommen |
| 2014      | 1                  | 1                  | 0                  | 1                  |                    |                    |                    |                    |                    |
| 2018      | 1                  | 1                  | 0                  | 1                  |                    |                    |                    |                    |                    |
| 2022      | nicht teilgenommen | nicht teilgenommen | nicht teilgenommen | nicht teilgenommen | nicht teilgenommen | nicht teilgenommen | nicht teilgenommen | nicht teilgenommen | nicht teilgenommen |
| Gesamt    | Gesamt             | Gesamt             | Gesamt             | Gesamt             | 0                  | 0                  | 0                  | 0                  |                    |

### Jugend-Sommerspiele
| Jahr   | Athleten | Athleten | Athleten | Sportarten | Sportarten | Sportarten | Sportarten     | Sportarten | Sportarten | Medaillen | Medaillen | Medaillen | Medaillen          | Rang |
| Jahr   | Gesamt   |          |          |            | Futsal     |            | Leichtathletik |            |            |           |           |           | Medaillen – Gesamt | Rang |
| ------ | -------- | -------- | -------- | ---------- | ---------- | ---------- | -------------- | ---------- | ---------- | --------- | --------- | --------- | ------------------ | ---- |
| 2010   | 2        | 1        | 1        |            |            | 1          |                |            | 1          |           |           |           |                    |      |
| 2014   | 3        | 2        | 1        | 1          |            | 1          |                | 1          |            |           |           |           |                    |      |
| 2018   | 12       | 2        | 10       |            | 10         |            | 1              | 1          |            |           |           |           |                    |      |
| Gesamt | Gesamt   | Gesamt   | Gesamt   | Gesamt     | Gesamt     | Gesamt     | Gesamt         | Gesamt     | Gesamt     | 0         | 0         | 0         | 0                  |      |

### Jugend-Winterspiele
| Jahr      | Athleten           | Athleten           | Athleten           | Sportarten         | Medaillen          | Medaillen          | Medaillen          | Medaillen          | Medaillen          |
| Jahr      | Gesamt             |                    |                    | Sportarten         |                    |                    |                    | Medaillen – Gesamt | Rang               |
| --------- | ------------------ | ------------------ | ------------------ | ------------------ | ------------------ | ------------------ | ------------------ | ------------------ | ------------------ |
| 2012–2024 | nicht teilgenommen | nicht teilgenommen | nicht teilgenommen | nicht teilgenommen | nicht teilgenommen | nicht teilgenommen | nicht teilgenommen | nicht teilgenommen | nicht teilgenommen |
| Gesamt    | Gesamt             | Gesamt             | Gesamt             | Gesamt             | 0                  | 0                  | 0                  | 0                  |                    |

## Medaillengewinner

### Goldmedaillen
Bislang (Stand 2024) keine Goldmedaille

### Silbermedaillen
| Name           | Spiele       | Sportart | Disziplin     | Anmerkung              |
| -------------- | ------------ | -------- | ------------- | ---------------------- |
| Paea Wolfgramm | 1996 Atlanta | Boxen    | Schwergewicht | erster Medaillengewinn |

### Bronzemedaillen
Bislang (Stand 2024) keine Bronzemedaille

## Medaillen nach Sportart
| Sportart | Gold | Silber | Bronze | Gesamt |
| Boxen    | 0    | 1      | 0      | 1      |
| Gesamt   | 0    | 1      | 0      | 1      |

## Medaillenspiegel

### Olympische Spiele
|                         |   |   |   | Gesamt | Rang |
| ----------------------- | - | - | - | ------ | ---- |
| Olympische Sommerspiele | 0 | 1 | 0 | 1      | 115  |
| Olympische Winterspiele | 0 | 0 | 0 | 0      | -    |
| Gesamt                  | 0 | 1 | 0 | 1      | 116  |

### Olympische Jugendspiele
|                                |   |   |   | Gesamt | Rang |
| ------------------------------ | - | - | - | ------ | ---- |
| Olympische Jugend-Sommerspiele | 0 | 0 | 0 | 0      | -    |
| Olympische Winterspiele        | 0 | 0 | 0 | 0      | -    |
| Gesamt                         | 0 | 0 | 0 | 0      | -    |